# Франк Лангела
Франк А. Лангела младши (на английски: Frank A. Langella Jr.) (роден на 1 януари 1938 г.) е американски актьор и носител на четири награди Тони.
По-известните му филмови роли включват тези на Джордж Прагър „Дневникът на една луда домакиня“ (1970), Граф Дракула в „Дракула“ (1979), Скелетор в „Господарите на вселената“ (1987), Боб Алегзандър в „Дейв“ (1993), Уилям Пейли в „Лека нощ и късмет“ (2005) и Ричард Никсън във „Фрост/Никсън“ (2008), за която получава номинация за Оскар за Най-добра мъжка роля. През 2007 г. печели Тони и награда Drama Desk за ролята си в сценичната версия на „Фрост/Никсън“.

## Избрана филмография
- Дванадесетте стола (1970)
- Дейв (1993)
- Джуниър (1993)
- Лолита (1997)
- Деветата порта (1999)
- Месец любов (2001)
- Лека нощ и късмет (2005)
- Супермен се завръща (2006)
- Фрост/Никсън (2008)
- Легендата за Десперо (2008)
- Кутията (2009)
- Уолстрийт: Парите никога не спят (2010)
- Ной (2014)
- Капитан Фантастик (2016)
- Процесът срещу Чикаго 7 (2020)